# Grzegorz Rogala
Grzegorz Rogala (ur. 12 października 2003 w Stargardzie Szczecińskim) – polski piłkarz występujący na pozycji lewego obrońcy lub lewego pomocnika w zespole GKS-u Katowice. Wychowanek Błękitnych Stargard Szczeciński. Grał w takich klubach, jak Lech II Poznań, Raków Częstochowa oraz Błękitni Stargard. W kadrze GKS-u Katowice zaliczył awans do I ligi oraz Ekstraklasy.

## Statystyki kariery
Aktualne na 19 kwietnia 2025 roku
| Klub              | Sezon             | Liga              | Liga  | Liga   | Puchar Polski | Puchar Polski | Suma  | Suma   |
| Klub              | Sezon             | Liga              | Mecze | Bramki | Mecze         | Bramki        | Mecze | Bramki |
| ----------------- | ----------------- | ----------------- | ----- | ------ | ------------- | ------------- | ----- | ------ |
| Raków Częstochowa | 2015/16           | II liga           | 14    | 0      | 1             | 0             | 15    | 0      |
| Błękitni Stargard | 2016/17           | II liga           | 6     | 0      | 0             | 0             | 6     | 0      |
| Błękitni Stargard | 2017/18           | II liga           | 3     | 0      | 0             | 0             | 3     | 0      |
| Błękitni Stargard | 2018/19           | II liga           | 28    | 4      | 1             | 0             | 29    | 4      |
| GKS Katowice      | 2019/20           | II liga           | 30    | 2      | 0             | 0             | 30    | 2      |
| GKS Katowice      | 2020/21           | II liga           | 33    | 1      | 1             | 0             | 34    | 1      |
| GKS Katowice      | 2021/22           | I liga            | 20    | 0      | 2             | 0             | 22    | 0      |
| GKS Katowice      | 2022/23           | I liga            | 32    | 2      | 2             | 0             | 34    | 2      |
| GKS Katowice      | 2023/24           | I liga            | 31    | 4      | 1             | 0             | 32    | 4      |
| Ogółem w karierze | Ogółem w karierze | Ogółem w karierze | 197   | 13     | 8             | 0             | 205   | 13     |